# Archie Jones
Archie Jones (sinh ngày 13 tháng 7 năm 2001) là một cầu thủ bóng đá người Anh thi đấu ở vị trí tiền vệ cho Peterborough United.

## Sự nghiệp
Ngày 12 tháng 11 năm 2019, sau khi vượt qua học viện câu lạc bộ, Jones có màn ra mắt cho Peterborough United trong chiến thắng 2-1 tại EFL Trophy trước kình địch Cambridge United. Jones có mặt trong hàng ghế dự bị trong thất bại 4-0 tại EFL League One trước Rotherham United vào tháng 12 năm 2019.  Lưu trữ ngày 28 tháng 9 năm 2020 tại Wayback Machine

## Thống kê sự nghiệp
Tính đến 13 tháng 12 năm 2019.
| Câu lạc bộ          | Mùa giải            | Giải quốc nội       | Giải quốc nội | Giải quốc nội | Cúp FA  | Cúp FA    | League Cup | League Cup | Khác    | Khác      | Tổng    | Tổng      |
| Câu lạc bộ          | Mùa giải            | Hạng đấu            | Số trận       | Bàn thắng     | Số trận | Bàn thắng | Số trận    | Bàn thắng  | Số trận | Bàn thắng | Số trận | Bàn thắng |
| ------------------- | ------------------- | ------------------- | ------------- | ------------- | ------- | --------- | ---------- | ---------- | ------- | --------- | ------- | --------- |
| Peterborough United | 2019-20             | League One          | 0             | 0             | 0       | 0         | 0          | 0          | 1       | 0         | 1       | 0         |
| Tổng cộng sự nghiệp | Tổng cộng sự nghiệp | Tổng cộng sự nghiệp | 0             | 0             | 0       | 0         | 0          | 0          | 1       | 0         | 1       | 0         |

1. ↑  Số lần ra sân ở EFL Trophy